# 周宝
周宝（814年—888年2月12日），字上珪，唐朝将领，汝南郡王，以节度使身份控制镇海八年。

## 家世和早期仕途
周宝生于唐宪宗年间的814年，是平州人氏。曾祖周待选在安史之乱时为鲁城令，试图阻止安禄山进军时被败杀。祖父周光济为唐朝对安禄山的大燕政权作战的平卢节度使侯希逸牙将，因其父之死而寻求复仇，只要抓到参与燕军曾围鲁城者，都手刃之。随后他又效力侯希逸的继任者实际独立统治平卢的李正己。李正己死后，周光济随其堂兄李洧以徐州归朝廷。周宝父周怀义，通书记，官至检校工部尚书、天德西城防御使，但因宰相李吉甫拒绝支持他迁徙天德城的建议而忧死。
因家族为朝廷效力，周宝得以荫为千牛备身。周怀义参军殷侑成为天平军节度使后，邀周宝为部将。唐武宗会昌年间（841年—847年），周宝回长安入宿卫，隶右神策军，因而与同僚高骈为密友，高骈比周宝年轻，事周宝如兄长。周宝历任良原镇使，善马球，将其作为军将训练的一部分。后因未得升官，他见了同样爱好马球的武宗，请求做武宗宫中的马球手。武宗同意了，擢金吾将军。但周宝在打马球时失去了一只眼睛。进检校工部尚书、泾原节度使。他支持泾原的城防，聚粮二十万斛，被号为良将。

## 控制镇海
乾符六年（879年）十月，周宝以神策大将军被任为检校尚书左仆射，兼润州刺史、镇海军节度使、浙江西道观察等使，代替被调往邻镇扬州任淮南节度使的高骈。最初周宝和高骈关系友好；当时高骈领盐铁事，辟周宝子周佶为支使，周宝也请高骈的从子来他的幕府。但尽管他们曾在右神策军彼此以兄弟相待，高骈作为将军名声远盖周宝，开始轻视他，他们的治所又相邻，开始有争执。中和元年（881年），长安已落入黄巢农民大军之手，迫使唐僖宗逃往成都。高骈称在准备一场攻打黄巢收复长安的大规模行动，且作为诸道行营都统发檄写信要求周宝调军为备。当时周宝已加检校司空。周宝大喜，照办，点阅军队准备勤王。有人告知周宝高骈有意吞并江东学汉末孙策三分天下，周宝尚不信。后周宝侦察发现高骈并无真正的用兵计划，便以为高骈其实想攻打他。当高骈邀请他到军中议事时，他称病不出，二人互相侮辱，友谊完全破裂。于是高骈以周宝和浙东节度使刘汉宏为后患为由，不发兵助朝廷，甚至故意请求致仕。
周宝的镇海军自身也被黄巢的农民军攻打，城镇沦陷，因而以董昌的杭州八都兵抵御。杭州八都早年为抵御王郢之亂而建，史书对八都兵的记载有些矛盾，经考证周宝时期的八都兵包括以下人员：董昌的臨安縣「石鏡都」、陳晟（前任為曹圭）的餘杭縣「臨平都」、凌文舉的於潛縣「於潛都」、徐及的鹽官縣「鹽官都」、杜稜的新城縣「武安都」、饒京（阮結）的唐山縣「唐山都」、成及（前任聞人宇，或文禹）富陽縣「富春都」和劉孟安錢塘縣「龍泉都」。《資治通鑑》、《吳越備史》、《新唐書》三者對杭州八都組成的敘述有些許不同，今经考证以上述所列为准。
九月，八都之一的董昌趁新任杭州刺史路审中将赴任之机，夺取杭州，自称杭州都押牙、知州事，并遣将吏请命于周宝。周宝自认为力不能制董昌，表其为杭州刺史。十一月，唐僖宗加周宝荣誉宰相衔同中书门下平章事，兼天下租庸副使，封汝南郡王。二年（882年）七月，周宝奏高骈承制以变军首领孙端为宣歙观察使。僖宗诏命周宝与宣歙观察使裴虔餘发兵拒之。
周宝温和宽宏，喜欢接纳士人，见京师沦陷，有心勤王，组织了一支叫“后楼都”的新军，军饷比镇海军多一倍，镇海军因而怨恨。周宝让儿子周玙统领后楼都，但周玙驭军无方，后楼都骄横无军纪。周宝也开始饮宴娱乐度日，不注意军队的需求。他任女婿杨茂实为苏州刺史，杨茂实课以重税，百姓负担过重。控制僖宗朝廷的当权宦官田令孜派赵载代杨茂实。周宝累次上表请求让杨茂实留任，但均未获准，于是让杨茂实在离任前毁坏官署。
但是，周宝对镇海诸州的实际控制还在继续崩溃。早在中和元年二月，馀杭镇使陈晟夺取睦州。光启二年（886年）正月，因同样打马球而为他所宠的部下牙将张郁兵变攻陷常州，六月周宝派另一牙将丁从实败之，收复常州。周宝还发牒文给高骈商议处置临淮叛卒事，高骈回信责周宝纵容养奸。十二月，董昌部下都知兵马使钱鏐败刘汉宏，董昌占有浙东，将杭州交给钱鏐，周宝同意，承制以钱镠权知杭州军州事兼杭州管内都指挥使。当时，田令孜下属右散骑常侍沈诰使江南，仗着和田令孜的关系，做出很多腐败行为。僖宗的远亲襄王李煴短期登基（同年他和主要支持者静难节度使朱玫被杀，使僖宗再次成为无可争议的皇帝），下令搜捕田令孜党羽，周宝趁机捕杀沈诰和赵载。

## 败亡
光启三年（887年），周宝耽于享乐，不问政事。他征发民夫为军部润州建罗城二十余里并建造东面官邸，百姓苦之。三月，周宝和僚属饮宴，有人说镇海军对后楼都怀怨，周宝答：“他们敢作乱就杀了他们！”度支催勤使薛朗将此言告诉朋友镇海军牙将刘浩，以为警告，刘浩说：“我们只有兵变才能免死！”当夜率其党同僚刁頵及薛朗等兵变，攻周宝官邸。周宝正睡觉，醒来，见外兵格斗，火照城中，惊出，谕道：“为吾所用则是吾兵，否则是寇。六州皆我镇，去哪不行？”试图召后楼都对抗变军，但很快发现后楼都也加入了变军。他别无他法迎战变军，于是率家人从青阳门出奔，步行逃到常州投丁从实。乱兵大掠，刘浩杀周宝僚佐崔绾、陆锷、田倍等，推薛朗为留后，薛朗自称知府事。周宝先前兼租庸副使，储存财货堆积如山，都落入变军之手。当高骈得知周宝倒台，为之庆贺，还送齑一瓶、葛粉十斤给他，以为讥讽。周宝怒而将其掷在地上，说：“你有吕用之，难说以后会发生什么！”吕用之是高骈信任的方士，当时已对高骈治下的淮南有了很大的控制权。最终因吕用之腐败，左厢都知兵马使毕师铎兵变，高骈对吕用之说“你好自为之，不要让我成为周侍中！”结果毕师铎驱逐吕用之，但随即囚禁了高骈，九月，高骈被杀。周宝在常州召后楼都，没有一人前来。
周宝知淮南六合镇遏使徐约有精兵，以苏州诱其攻占据苏州的张雄。张雄出逃海上，使别将赵晖据上元，周宝所部溃卒多归赵晖。
十月，钱鏐派东安都将杜稜攻常州，丁从实逃到海陵。钱鏐以部将对节度使的仪式以军礼从郊外迎周宝归杭州，居于樟亭驿。先前周宝去丹阳，州人总说“待钱来”，至此应验。十二月，周宝卒于樟亭驿。赠太保。《新唐书·僖宗纪》称十月丁卯日钱鏐杀之，《新唐书·周宝传》载十月钱鏐杀之，《十国纪年》亦载周宝或系钱鏐所杀，但《资治通鉴》取《吴越备史》。钱鏐攻破润州擒住薛朗后，剖其心以祭周宝。

## 家庭

### 妻
- 博陵郡夫人崔氏，崔铉女

### 子女
- 周佶
- 周玙
- 周氏，嫁杨茂实